# Clarendon (Vermont)
Pour les articles homonymes, voir Clarendon.
Clarendon est une ville du comté de Rutland, dans le Vermont aux États-Unis.
|  | Rutland (Vermont)     |                      |
|  | Clarendon             |                      |
|  | Wallingford (Vermont) | Shrewsbury (Vermont) |